# Сейсіро Ітагакі
Сейсіро Ітагакі (яп. 板垣 征四郎; 21 січня 1885, Моріока, Японська імперія — 23 грудня 1948, Токіо, Японія) — японський військовий і державний діяч, генерал Імперської армії Японії, учасник Другої світової війни. Обіймав посаду міністра армії у першому уряді Фумімаро Коное та кабінеті Хірануми Кійтіро, пізніше командував різними армійськими частинами. Опинився на лаві для підсудних під час Токійського процесу над воєнними злочинцями, за результатами якого був страчений. 

## Молоді роки
Сейсіро Ітагакі народився 21 січня 1885 року в місті Моріока, що в префектурі Івате. Його батько був колишнім самураєм, який служив клану Нанбу з округу Моріока, проте через ліквідацію свого стану 1877 року змушений був працювати директором школи для дівчат, а пізніше — мером повіту Кесен. Спершу Ітагакі відвідував місцеву молодшу школу, а після цього 1899 року перевівся до регіональної військової школи в Сендаї, по завершенню якої вступив до Військової академії армії Японії.

## Початок кар'єри в армії

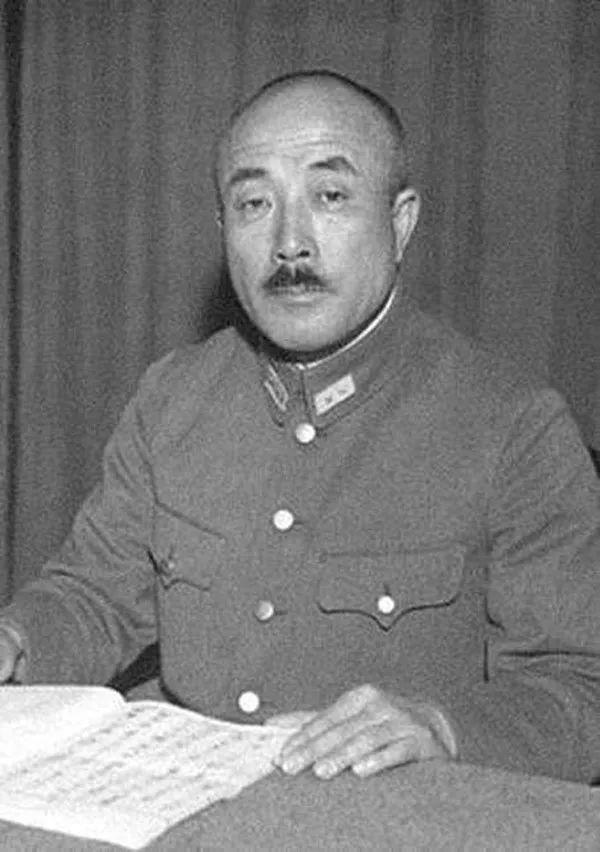
Сейсіро Ітагакі у званні генерал-лейтенанта

Завершивши навчання в академії 1904 року, Ітагакі брав участь у війні з Російською імперією та був учасником битви за Мукден, де бився пліч-о-пліч зі своїм колишнім наставником Кенкічі Огоші. Після його смерті Сейсіро одружився з донькою колишнього учителя.
У 1924 році Ітагакі відправився до Китаю, де обійняв посаду військового аташе при місцевому посольстві. Додому він повернувся лише 1926 року і надалі обіймав різні посади при Генеральному штабі Імперської армії Японії. З наступного року він змінив роботу в кабінеті на командування фронтовими частинами. Спершу Сейсіро очолював 33-ю піхотну бригаду, яка базувалася в Китаї. Проте невдовзі його частина була приєднана до 10-ї дивізії, а тому Ітагакі отримав призначення на посаду командира 33-о піхотного полку, який входив до складу Квантунської армії. 1931 року він очолив її воєнну розвідку та особисто займався плануванням захоплення Маньчжурії. У новоствореній маріонетковій державі Маньчжоу-Го Ітагакі був особистим військовим радником імператора Пу Ї. 
1934 року Ітагакі став заступником начальника штабу Квантунської армії, а через два роки очолив його. 1937 року він прийняв командування 5-ю дивізією й брав із нею участь у боях за Бейпін-Тяньцзінь та Тайюань. Однак у битві при Сюйчжоу його сили були відкинуті китайцями, ідентичне трапилося і під час битви при Тайчжуні, що поблизу Ліньї.

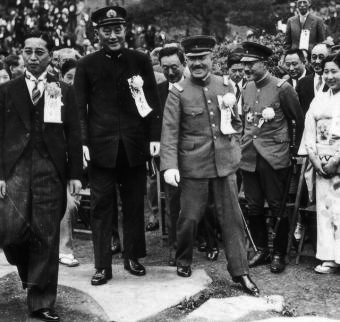
Сейсіро Ітагакі, Йонай Міцумаса та Хідекі Тодзьо під час державного святкування

1938 року Ітагакі був відкликаний назад до Японії, де 3 червня обійняв посаду міністра армії у складі першого уряду Фумімаро Коное. 6 грудня 1938 року він запропонував нову національну політику на нараді міністрів. Так було прийняте рішення про заборону виселення євреїв у Японії, Маньчжурії і Китаї. 30 серпня 1939 року він знову вирушив до Китаю та очолив штаб Квантунської армії. Проте поразка у битві на Халхин-Голі доволі сильно вплинула на подальшу долю генерала. 

## Друга світова війна
7 липня 1941 року Ітагакі очолив Корейську армію, що вважалося непрестижним та навіть ганебним, адже фактично це була тилова частина, яка жодної участі у бойових діях не брала. Проте через постійне погіршення ситуації для Японії на полі бою армія була переформована в окремий фронт, а Ітагакі продовжував керувати нею до 7 квітня 1945 року, коли його призначили командиром 7-о фронту, який діяв на сінгапурському напрямку. Проте невдовзі він здався у полон американським військам, не бажаючи продовжувати опір.
Після завершення Другої світової війни Сейсіро Ітагакі був заарештований та опинився на лаві підсудних під час Токійського процесу над воєнними злочинцями. Його було визнано винним за пунктами 1, 27, 29, 31, 32, 35, 36 та 54 (розв'язання та ведення агресивної війни, жорстоке поводження з військовополоненими тощо), що в сукупності гарантувало засудження до смертної кари. Саме до цього виду покарання він і був засуджений. Генерал Сейсіро Ітагакі був повішений у токійській в'язниці Суґамо 23 грудня 1948 року. 

## Нагороди
- Орден Вранішнього Сонця
  - 6-го класу (1 квітня 1906)
  - 2-го класу (29 квітня 1934)
  - 1-го класу (7 липня 1937)
- Медаль Російсько-японської війни 1904—1905 (1 квітня 1906)
- Орден Священного скарбу
  - 5-го класу (16 травня 1914)
  - 4-го класу (25 червня 1920)
  - 3-го класу (30 червня 1927)
  - 2-го класу (7 лютого 1934)
  - 1-го класу (8 травня 1937)
- Військова медаль 1914—1920 (1 листопада 1920)
- Орден Золотого шуліки
  - 3-го класу (29 квітня 1934)
  - 2-го класу (29 квітня 1940)
- Медаль Китайського інциденту 1931 (29 квітня 1934)
- Медаль Китайського інциденту 1937 (29 квітня 1940)

### Інші країни
- Пам'ятна медаль імператорського візиту в Японію (Маньчжурська держава)
- Орден Заслуг німецького орла, великий хрест в золоті (27 лютого 1940)